# Université nationale des sciences et des technologies de Taiwan
L’université nationale des sciences et des technologies de Taiwan (en anglais : National Taiwan University of Science and Technology), généralement appelée NTUST ou Taiwan Tech, est une université publique nationale de technologie située à Taipei en république de Chine.
L'Université nationale des sciences et technologies de Taiwan est la seule université de Taiwan à avoir reçu à la fois le « Plan vers une université de premier plan » et le « Plan de développement d'un plan d'université technologique modèle ».
Taiwan Tech a été fondée en 1974, comme la première institution éducative dans le cadre du système d'enseignement technique et professionnel,.

## Collèges et départements
Les 14 départements et 24 programmes d'études supérieures de Taiwan Tech sont organisés en 7 collèges  :
- Collège d'ingénierie
  - Institut Supérieur d'Automatisation et de Contrôle
  - Département de l'Ingénierie Mécanique
  - Département de science et d'ingénierie des matériaux
  - Département de génie de la construction
  - Département de génie chimique

- Collège de génie électrique et informatique
  - Département de génie électronique
  - Département de l'ingénierie electrique
  - Département d'informatique et d'ingénierie de l'information
  - Institut supérieur d'ingénierie électro-optique

- École de gestion
  - Institut Supérieur de Gestion
  - Institut supérieur de gestion technologique
  - EDBA/EMBA
  - Département de gestion industrielle
  - Département d'administration des affaires
  - Institut supérieur de finance
  - Département de gestion de l'information
  - MBA
  - Institut supérieur de gestion technologique
  - Programme spécialisé de premier cycle en gestion

- Collège de design
  - Institut supérieur de design
  - Département d'Architecture
  - Département de design industriel et commercial

- Collège des arts libéraux et des sciences sociales
  - Institut supérieur d'apprentissage et d'éducation numériques
  - Département de Langues Etrangères Appliquées
  - Département des sciences humaines et sociales
  - Centre de formation des enseignants

- Collège des Sciences Appliquées
  - Institut supérieur de sciences appliquées et de technologie
  - Institut supérieur de génie biomédical
  - Institut supérieur de technologie de la couleur et de l'éclairage
  - Département Jing Cheng (Département interdisciplinaire universitaire)

- Collège d'études en propriété intellectuelle
  - Institut supérieur des brevets

## Campus
L'université compte cinq campus : le campus principal ou campus Gongguan, est situé dans le district de Da'an, dans la ville de Taipei, et contient la plupart des bâtiments d'enseignement et de recherche, des bibliothèques, des installations sportives et des bureaux administratifs centraux.
Les cinq autres campus sont :
- le campus Tucheng. Situé dans le district de Tucheng, dans la ville de New Taipei.
- le campus de Keelung, situé à Keelung.
- le campus de Gongguan. Situé dans le district de Da'an, dans la ville de Taipei, à proximité du campus principal.
- le campus Zhubei. Situé dans la ville de Zhubei, comté de Hsinchu.
- le campus Huaxia. Situé à Zhonghe, dans la nouvelle ville de Taipei.

## Bibliothèques et ressources numériques
Ouverte en mars 1975, la bibliothèque Taiwan Tech propose depuis toujours des services de recherche universitaire et des ressources pédagogiques. La bibliothèque, avec 5 132 mètres carrés de surface au sol et environ 630 places dans ses installations de lecture, comprend deux sections : une section d'acquisition et de catalogage et une section de périodiques et de circulation.
La Taiwan Tech Library possède une collection de 240 959 volumes de livres, 2 933 titres de périodiques, 540 000 microfiches ERIC et 180 titres de bases de données en ligne. Les systèmes de revues électroniques en texte intégral tels que les services ABI/INFORM IEL, IEEE, ASP, SDOS sont également disponibles.
En outre, la bibliothèque propose des services de circulation automatisée, de référence, de livres réservés, de prêt entre bibliothèques, de laboratoire audiovisuel et d'orientation de la bibliothèque. La bibliothèque a également été interconnectée avec le réseau NTUST pour faciliter les installations de la bibliothèque, telles que la délivrance de livres. et téléchargement de livres électroniques audio et vidéo. Classements et réalisations

## Centres et instituts de recherche
Les activités de recherche et développement de Taiwan Tech se concentrent sur la recherche en sciences fondamentales et appliquées, ainsi que sur la coopération université-industrie et internationale. Des projets à grande échelle sont menés dans les domaines de l'ingénierie du bâtiment, de la chimie, de l'ingénierie informatique, de l'électronique, des technologies de l'information et de la technologie des matériaux. Ils sont facilités par une approche interdépartementale et interdisciplinaire, et valorisent ainsi à la fois la recherche académique et l'enseignement.
Il existe actuellement plus de 20 centres de recherche spécialisés dont :
- Centre de sécurité de l'information de Taïwan
- La Commatrix (Centre de conception avancée)
- Centre technologique opto-mécatronique
- Centre de communications et de technologie électromagnétique
- Centre de technologie de l'électronique de puissance
- Centre de robots intelligents
- Centre de recherche en ingénierie écologique et d'atténuation des risques
- Centre d'ingénierie en nanotechnologie
- Centre des matériaux scientifiques et technologiques
- Centre d'automatisation et de contrôle
- Centre de recherche en éducation technologique et professionnelle
- Centre d'innovation et de créativité
- Centre d'instruments scientifiques
- Centre d'étude des loteries et des jeux commerciaux
- Centre de santé et de sécurité au travail dans la construction
- Centre de gestion des installations et des actifs pour les infrastructures
- Centre d’économie d’énergie du bâtiment
- Centre technologique d’atténuation des risques liés aux bâtiments
- Centre de construction intelligente
- Centre des matériaux verts
- Centre d'architecture ouverte
- Centre de vision par ordinateur et d'imagerie médicale

En outre, le Bureau de recherche et de développement, comprenant le Centre de coopération université-industrie, le Centre d'incubation d'entreprises et le Centre de transfert de technologie (TTC), a été créé pour relier les résultats de la recherche aux besoins de l'industrie en matière de développement et d'applications.

### Centre de technologie du bâtiment de Taiwan
Parmi les universités choisies pour recevoir une subvention dans le cadre du plan de développement des meilleures universités et des centres de recherche d’élite du ministère de l’Éducation, NTUST a été la seule à proposer la création d’un nouveau centre de recherche axé sur les questions liées à la construction. Le Taiwan Building Technology Center (TBTC) cherche à intégrer les sciences humaines, les arts, la science et la technologie pour renforcer l’impact positif que les bâtiments peuvent avoir sur la sécurité et la qualité de vie des personnes.
Le TBTC a rassemblé des chercheurs exceptionnels de Taiwan et de l'étranger pour poursuivre cet objectif à travers six équipes de recherche : le groupe de recherche sur les bâtiments intelligents, le centre de structure des bâtiments et d'atténuation des risques, le centre des matériaux de construction écologiques, le centre des systèmes de construction de nouvelle génération, le centre d'ingénierie des structures en acier et le centre d'ingénierie des structures en acier. Centre d'efficacité énergétique et d'énergies renouvelables. Ces deux groupes se concentrent sur les technologies clés affectant les bâtiments à chaque étape de leur cycle de vie. Dans le même temps, les deux groupes travaillent également sur de nouvelles technologies de construction et de TIC permettant de créer des bâtiments économes en énergie avec une empreinte carbone réduite. De plus, le nouveau bâtiment du TBTC, actuellement en construction, fournira un laboratoire réel pour tester et exposer les idées et les résultats des projets du Centre, aidant ainsi le TBTC à prendre sa place sur la scène mondiale en tant que centre de recherche de premier plan pour technologie de construction écologique intelligente.

### Point de contact national UE-FP-Bureau de Taïwan
Le Bureau national du point de contact de Taiwan (NCP-Taiwan), créé en septembre 2008, vise à faciliter l'engagement des universités, de l'industrie, des instituts de recherche et de leurs chercheurs taïwanais dans le septième programme-cadre (7e PC) de l'Union européenne et d'autres programmes communautaires connexes. opportunités de collaboration mutuelle entre l’Union européenne et Taiwan. L'objectif du PCN-Taiwan est d'accroître la qualité, la quantité, le profil et l'impact de la coopération de recherche Taiwan-UE dans le cadre du 7e PC en développant et en exécutant une série d'activités telles que des journées d'information, des séminaires, des visites d'échange, une assistance technique, des ateliers et autres. activités conçues pour accroître la sensibilisation et la participation à de nouvelles opportunités de collaboration.

### Bureau de Recherche et Développement
Le Bureau de recherche et développement a été créé comme pont entre l'université elle-même et les organisations et entreprises gouvernementales, dans le but de renforcer les relations de coopération. Le bureau dispose de trois centres, dont le Centre de coopération université-industrie, le Centre d'incubation d'entreprises et le Centre de transfert de technologie.
L’objectif du Centre de coopération université-industrie est de faciliter les interactions entre Taiwan Tech et les entreprises ; promouvoir et partager les réalisations de Taiwan Tech en matière de recherche et sa quête de réussite avec l'industrie et, plus important encore, synchroniser les efforts de recherche de Taiwan Tech avec les tendances de l'industrie afin de réduire le cycle de développement de l'industrie et d'augmenter efficacement sa capacité de recherche.
Le Centre d'incubation d'entreprises cherche à intégrer la technologie de l'innovation et à incuber des entreprises pour développer de nouveaux produits, entreprises et technologies. Les fonctions clés ont consisté à créer les conditions d'un cluster spatial/satellite, à fournir des conseils concernant les plans d'affaires et la création d'entreprises ou d'usines, ainsi qu'à soutenir le développement et l'enregistrement d'applications technologiques, à fournir des programmes de gestion et de formation d'entreprise, à aider à les demandes de financement gouvernementales et l'aide au développement de campagnes publicitaires.
L’objectif principal du Centre de transfert de technologie est de développer pleinement la valeur potentielle des résultats de la recherche de Taiwan Tech grâce à un marketing technologique efficace et, par une interaction continue avec l’industrie, de promouvoir la compétitivité et le développement technologique.

## Coopération internationale
Taiwan Tech est activement engagé dans divers types de programmes d'échange, invitant des étudiants étrangers à suivre des cours ou à s'engager dans des travaux de recherche sur le campus. Au niveau pédagogique et administratif, Taiwan Tech accueille chaque année un grand nombre d'universitaires internationaux, notamment pour des nominations à long ou à court terme, des conférences internationales, des séminaires ou des conférences, des projets de recherche, ou simplement pour discuter de l'établissement d'une relation de coopération avec leurs institutions d'origine. , s'ajoutant ainsi à la liste de 181 institutions académiques sur les cinq continents du monde avec lesquelles l'université a signé de tels accords.

## Anciens élèves
À ce jour, un total de 56 511 étudiants ont obtenu leur diplôme des programmes de premier cycle et des cycles supérieurs de l’université, dont 40 287 au premier cycle, 15 140 au programme de maîtrise et 1 084 au doctorat. programme. La majorité des anciens élèves se sont consacrés aux différents aspects du développement économique de Taiwan, auxquels nombre d’entre eux apportent une contribution importante.

## Classement national de Taiwan
Taiwan Tech est l'une des 11 meilleures universités de Taiwan parrainées par le plan de développement « Building Top Universities and Elite Research Centres » du ministère de l'Éducation de Taiwan (MOE). Taiwan Tech est classée comme la meilleure université technique de Taiwan, 4e dans les prix de recherche coopérative industrie-université, et la plupart des programmes d'études supérieures sont classés entre la 5e et la 6e place parmi les universités nationales par le ministère de l'Éducation.
Taiwan Tech est l'un des cinq meilleurs centres de licences technologiques déclarés par le Conseil national des sciences (NSC), le troisième pour le montant total du financement des licences technologiques du NSC et le premier pour les licences technologiques allouées individuellement par la fondation du NSC. De 1994 à ce jour, 33 facultés au total ont reçu les Distinguished Research Awards du NSC, classé 6e à Taiwan. L'université a été la seule à avoir reçu le Prix national de l'invention et de la création décerné par le ministère des Affaires économiques en 2007.
L'université est classée 6ème université préférée des entreprises à Taiwan, 1ère parmi le système d'enseignement technique, selon l'enquête menée par 104 Job Bank et Global Views Monthly Magazine. Les diplômés de Taiwan Tech sont choisis par Cheer's Magazine parmi les six meilleurs du secteur. -étudiants préférés.

## Classement
| University rankings | University rankings |
| Global – Overall    | Global – Overall    |
| ------------------- | ------------------- |
| QS World            | 264 (2021)          |
| THE World           | 401-500 (2024)      |
| Regional – Overall  |                     |
| QS Asia             | 59 (2023)           |
| THE Asia            | 80 (2020)           |